# Black Sabbath (album)
Black Sabbath debitanski je studijski album britanske heavy metal grupe Black Sabbath. Album je 13. veljače 1970. godine objavila diskografska kuća Vertigo Records. Na njemu se nalazi i prva heavy metal pjesma ikad, "Black Sabbath". Po toj je skladbi sastav dobio ime nešto prije objave albuma. Ta je pjesma navijestila smjer budućih tekstova Black Sabbatha, ali i mnogih drugih heavy metal sastava jer daje osjećaj straha, paranoje i nesigurnosti. 

## Popis pjesama
Sve pjesme napisali su Tony Iommi, Ozzy Osbourne, Geezer Butler i Bill Ward, osim gdje je drugačije naznačeno.
| 1.    | »Black Sabbath«                                |                                                                  | 6:16  |
| 2.    | »The Wizard«                                   |                                                                  | 4:24  |
| 3.    | »Behind the Wall of Sleep«                     |                                                                  | 3:38  |
| 4.    | »N.I.B.«                                       |                                                                  | 6:06  |
| 5.    | »Evil Woman« (obrada Crowa)                    | Larry Weigand, Dick Weigand, David Wagner                        | 3:25  |
| 6.    | »Sleeping Village«                             |                                                                  | 3:46  |
| 7.    | »Warning« (obrada Aynsley Dunbar Retaliationa) | Aynsley Dunbar, Alex Dmochowski, Victor Hickling, John Moorshead | 10:32 |
| 38:07 |                                                |                                                                  |       |

| Bonus pjesma s japanske inačice iz 1996. | Bonus pjesma s japanske inačice iz 1996. | Bonus pjesma s japanske inačice iz 1996. | Bonus pjesma s japanske inačice iz 1996. | Bonus pjesma s japanske inačice iz 1996. | Bonus pjesma s japanske inačice iz 1996. | Bonus pjesma s japanske inačice iz 1996. | Bonus pjesma s japanske inačice iz 1996. | Bonus pjesma s japanske inačice iz 1996. | Bonus pjesma s japanske inačice iz 1996. |
| Br.                                      | Skladba                                  | Trajanje                                 |                                          |                                          |                                          |                                          |                                          |                                          |                                          |
| ---------------------------------------- | ---------------------------------------- | ---------------------------------------- | ---------------------------------------- | ---------------------------------------- | ---------------------------------------- | ---------------------------------------- | ---------------------------------------- | ---------------------------------------- | ---------------------------------------- |
| 8.                                       | »Wicked World«                           | 4:43                                     |                                          |                                          |                                          |                                          |                                          |                                          |                                          |
| 42:50                                    |                                          |                                          |                                          |                                          |                                          |                                          |                                          |                                          |                                          |

## Osoblje
Black Sabbath
- Ozzy Osbourne – usna harmonika (u skladbi "The Wizard"), vokali
- Tony Iommi – gitara, klavijature
- Geezer Butler – bas-gitara
- Bill Ward – bubnjevi

Ostalo osoblje
- Marcus Keef – fotografija
- Rodger Bain – produkcija
- Tom "Colonel" Allom – inženjer zvuka
- Barry Sheffield – inženjer zvuka

## Vanjske poveznice
- Discogs - Recenzija albuma